# Club Barcelona Atlético
Maillots
Le Club Barcelona Atlético est un club de football dominicain basé à Santo Domingo, qui évolue en première division dominicaine.

## Histoire
Fondé par l'Espagnol Ángel Baliño en 1989 sous le nom de Bancredicard FC, il remporte le championnat de République dominicaine trois fois dans les années 1990. En 2003 il adopte son nom actuel. Quatre ans plus tard, il remporte son quatrième championnat.
En mars 2015 le club s'attache les services de Peter Byers, le recordman de buts de l'équipe nationale d'Antigua-et-Barbuda.

## Palmarès
- Championnat de République dominicaine de football (5) :
  - Champion en 1991, 1992, 1994, 2007 et 2016.

## Joueurs

### Anciens joueurs
- Edward Acevedo Cruz
- Erick Ozuna